# Gesetz über die Bearbeitung der Eingaben der Bürger
Das Gesetz über die Bearbeitung der Eingaben der Bürger, kurz Eingabengesetz, war ein Gesetz der Deutschen Demokratischen Republik zur informellen Konfliktbewältigung.

## Geschichte
Am 6. Februar 1953 trat die erste "Verordnung über die Prüfung von Vorschlägen und Beschwerden der Werktätigen" in Kraft, unterschrieben von 
Ministerpräsident Otto Grotewohl und Staatssekretär Werner Eggerath. Nach der Präambel mache es die "Schaffung der Grundlagen des Sozialismus in der Deutschen Demokratischen Republik" dringend erforderlich, "die Entfaltung der Kritik weitgehend zu fördern, um den Kampf gegen die Mängel und bürokratische Entstellungen im Staatsapparat sowie gegen Verletzungen der demokratischen Gesetzlichkeit zu führen." 
Ein Eingabengesetz wurde erstmals durch Erlass des Staatsrates vom 27. Februar 1961 beschlossen, um „das Recht der Bürger auf aktive Mitarbeit bei der Leitung des volksdemokratischen Staates und der sozialistischen Betriebe“ zu verwirklichen. Nach Änderungen in den Jahren 1966 und 1969 datiert die letzte Fassung vom 19. Juni 1975, die zum 1. Juli 1975 in Kraft trat. Sie regelte das Verfahren zur Bearbeitung der in Art. 103 der Verfassung der Deutschen Demokratischen Republik von 1968 gewährleisteten Petitionen.
Das am 1. Juli 1989 in Kraft getretene Gesetz über die Zuständigkeit und das Verfahren der Gerichte zur Nachprüfung von Verwaltungsentscheidungen (GNV) wurde wegen der weiteren politischen Entwicklung nicht mehr umgesetzt. Zudem sah auch dieses Gesetz keinen effektiven Individualrechtsschutz im Sinne des Art. 19 Abs. 4 GG vor, da es ideologisch nach wie vor am Verständnis durchsetzbarer Abwehrrechte des Einzelnen gegen den Staat fehlte.
Die Eingaben und ihre Abwicklung ersetzten sowohl die Wiedererrichtung einer unabhängigen Verwaltungsgerichtsbarkeit nach 1945 als auch Gesetze wie die westdeutsche Verwaltungsgerichtsordnung (1960) und das Verwaltungsverfahrensgesetz (1977), da es nach dem ideologischen Selbstverständnis des DDR-Einheitsstaats keine Interessengegensätze zwischen Bürgern und Staat geben konnte. 
Das Eingabegesetz wurde mit Inkrafttreten des Grundgesetzes und des einfachen Bundesrechts im Beitrittsgebiet durch Art. 3 und Art. 8 des Einigungsvertrags obsolet.

## Inhalt und Bewertung
Ziel des Eingabengesetzes von 1975 war es, „den Bürgern bei der Überwindung persönlicher Schwierigkeiten zu helfen, ihr Vertrauen zu den Staatsorganen zu stärken, ihre Bereitschaft zur Teilnahme an der Lösung der staatlichen Aufgaben zu fördern und die sozialistische Gesetzlichkeit zu festigen“ (§ 2 Abs. 2).
Nach § 1 konnten sich einzelne Bürger und gesellschaftliche Organisationen schriftlich oder mündlich mit Vorschlägen, Hinweisen, Anliegen und Beschwerden an die Volksvertretungen, die staatlichen und wirtschaftsleitenden Organe, die volkseigenen Betriebe und Kombinate, die sozialistischen Genossenschaften und Einrichtungen sowie an die Abgeordneten wenden. Das Gesetz galt jedoch nicht für das Neuererwesen, Rechtsmittel und andere Anträge, deren Bearbeitung durch besondere Rechtsvorschriften geregelt war.
Entscheidung über Eingaben erfolgten durch den jeweils zuständigen Leiter bzw. einen von ihm Bevollmächtigten (§§ 4 Abs. 1, 5 Abs. 1), es sei denn, dieser war befangen (§ 6).
Es bestand zwar ein Anspruch auf begründete schriftliche oder mündliche Antwort spätestens innerhalb von vier Wochen nach Eingang mit disziplinarischer Verantwortung des Zuständigen bei Missachtung (§§ 7, 13), es gab für den Petenten jedoch keine Handhabe zur Realisierung eventuell gemachter Zusagen. Gegebenenfalls war eine weitere Eingabe an das übergeordnete Organ oder den übergeordneten Leiter möglich. Entscheidungen der Leiter zentraler Staatsorgane waren endgültig (§ 8).
§§ 9 bis 11 sahen die Erfassung und regelmäßige Auswertung der Eingaben und ihrer Ergebnisse sowie eine Berichtspflicht der Räte gegenüber den örtlichen Volksvertretungen vor.
In den Eingaben wurden bekannte Probleme des alltäglichen Lebens ebenso vorgebracht wie gesellschaftliche Tabuthemen. Sie waren damit eine wichtige Informationsquelle, mit deren Hilfe gesellschaftliche Disharmonien für die Führungseliten sichtbar gemacht wurden und erfüllten neben dieser aufklärerischen Funktion auch eine integrative Aufgabe zur Entschärfung gesellschaftlichen Konfliktpotenzials.